# Pohár Rudého práva
Pohár Rudého práva byla soutěž reprezentačních družstev ledního hokeje konaná nepravidelně v letech 1977–83.

## Historie
Turnaj byl pojmenován podle ústředního stranického denníku Rudé právo. Českoslovenští organizátoři měli v plánu vybudovat tradiční pohár na úvod hokejové sezóny, kterého by se každoročně zúčastňovali nejlepší hokejisté . Nakonec se uskutečnilo pouze pět ročníků. Ve všech případech zvítězilo mužstvo SSSR.
Prvního ročníku se po boku domácího mužstva zúčastnil reprezentační tým SSSR a ze zámoří přicestoval americký klub Cincinnati Stingers (WHA). Na další rok se dokonce domlouval příjezd slavného Detroitu Red Wings (NHL). To se ovšem nepodařilo a účast místo nich přislíbil kanadský nároďák. Na poslední chvíli ji ovšem odvolal a organizátoři byli donuceni improvizovat. O druhý titul se střely ve třech vzájemných duelech pouze týmy Československa a Sovětského svazu.
O třetí ročník již byl větší zájem u zahraničních soupeřů, kvůli blížícímu se olympijskému turnaji v Lake Placid. Do Prahy přicestovaly týmy SSSR, Kanady, Švédska a Finska.
Po roční pauze se pro další dva ročníky pozměnil charakter turnaje. Ustálil se sice počet účastníků, ale zásadní změnou prošel herní systém. Hrálo se nyní během sezóny, dvoukolově každý s každým doma a venku. Výjimkou byla sovětská sborná, která všechna utkání odehrála na hřištích soupeřů. V sezóně 1981/82 se navíc hrála nádstavba mezi dvěma nejlepšími týmy.
V pátem, posledním, ročníku byla Československá hokejová reprezentace nejblíže k zisku poháru pro vítěze. Vyvrcholením soutěže se stal poslední dvojzápas se sovětským týmem v Pardubicích a Ostravě. Do něj nastupovali domácí s náskokem dvou bodů před soupeřem. Sborná podala v obou zápasech skvělý výkon a získala tak i pátý titul .
Ukončení pořádání turnaje ovlivnil nedostatek termínů v hokejovém kalendáři. Redakční rada Rudého práva se rozhodla nepokračovat v dlouhodobém systému, jelikož neplnil původní záměr a poslání poháru.

## Trofej
Putovní pohár Rudého práva je vyroben z broušeného skla v podobě vázy. Jediným držitelem poháru je mužstvo SSSR.

## Přehled jednotlivých turnajů
| Rok     | 1. místo | 2. místo | 3. místo            | Nejlepší hráč             |
| ------- | -------- | -------- | ------------------- | ------------------------- |
| 1977    | SSSR     | ČSSR     | Cincinnati Stingers | Boris Michajlov 11 (4+7)  |
| 1978    | SSSR     | ČSSR     |                     | Sergej Kapustin 6 (4+2)   |
| 1979    | SSSR     | ČSSR     | Švédsko             | Alexander Golikov 7 (2+5) |
| 1981/82 | SSSR     | ČSSR     | Švédsko             |                           |
| 1982/83 | SSSR     | ČSSR     | Švédsko             |                           |

## Historická tabulka účastníků
| Tým                 | Účast | Z  | V  | R | P  | G+  | G- | B  |
| ------------------- | ----- | -- | -- | - | -- | --- | -- | -- |
| SSSR                | 5     | 25 | 22 | 2 | 1  | 128 | 69 | 46 |
| ČSSR                | 5     | 25 | 13 | 1 | 11 | 129 | 94 | 27 |
| Švédsko             | 3     | 16 | 4  | 3 | 9  | 42  | 61 | 11 |
| Finsko              | 3     | 16 | 1  | 2 | 13 | 40  | 84 | 4  |
| Kanada              | 1     | 4  | 1  | 0 | 3  | 8   | 17 | 2  |
| Cincinnati Stingers | 1     | 4  | 0  | 0 | 0  | 11  | 36 | 0  |